# Atlantisme

Kaart van de NAVO-landen.

Atlantisme (ook wel atlanticisme of transatlantisme genoemd) is een politieke doctrine die een verregaande samenwerking verdedigt tussen de Verenigde Staten, Canada en de landen van Europa.
Aan het atlantisme ligt de veronderstelling ten grondslag dat de Europese en Noord-Amerikaanse belangen grotendeels samen zouden vallen.
Aanhangers van het atlantisme worden atlantici genoemd.